# 三脊線寄居蟹
三脊線寄居蟹（学名：Nematopagurus tricarinatus）为寄居蟹科線寄居蟹屬下的一个种。